# Viazóvaia
Viazóvaia (en rus: Вязовая) és un poble de l'óblast de Saràtov, a Rússia, segons el cens del 2010 tenia 191 habitants. Pertany al districte municipal de Romànovka.